# Ozawa Tsukasa
Tsukasa Ozawa (sinh ngày 8 tháng 5 năm 1988) là một cầu thủ bóng đá người Nhật Bản.

## Sự nghiệp câu lạc bộ
Tsukasa Ozawa đã từng chơi cho Mito HollyHock.